# Aqueduct-North Conduit Avenue
Aqueduct-North Conduit Avenue is een station van de Metro van New York aan de Rockaway Line.
Het station bevindt zich op de kruising van Aqueduct Road en North Conduit Avenue. Het is gelegen in de wijk Queens. Het is geopend op 28 juni 1956 en de eerstvolgende stations in noordelijke richting zijn Rockaway Boulevard en op rijtijden ook Aqueduct Racetrack. In zuidelijke richting naar Howard Beach-JFK Airport, waar een overstap mogelijk is naar de AirTrain JFK voor de verbinding met het vliegveld John F. Kennedy Airport.
Het station bevindt zich op een laag viaduct. Metrolijn A rijdt hier te allen tijde.